# Exochaenium rotundifolium
Exochaenium rotundifolium är en gentianaväxtart som först beskrevs av Albert Peter, och fick sitt nu gällande namn av Kissling. Exochaenium rotundifolium ingår i släktet Exochaenium och familjen gentianaväxter. Inga underarter finns listade i Catalogue of Life.